# Ministero degli affari esteri e della cooperazione internazionale
Il Ministero degli affari esteri e della cooperazione internazionale (MAECI) è un dicastero del governo italiano. Esso ha il compito di attuare la politica estera dell'Italia e di rappresentare il Paese nel contesto delle relazioni internazionali.
L'attuale ministro è Antonio Tajani, in carica dal 22 ottobre 2022.

## Storia
Il primo organo a ricoprire questo ruolo è la Segreteria di Stato degli Affari esteri dell'originario Regno di Sardegna. Il nome deriva dallo Statuto Albertino del 1848 con cui si dà vita al dicastero: una delle sue sedi fino al 1922 fu il Palazzo della Consulta a Roma (ora sede della Corte Costituzionale).
La prima grande riforma avviene con il ministro Carlo Sforza, che riorganizza il Ministero su base territoriale, sostituita in seguito durante il ventennio. Nello stesso periodo la sede viene spostata a Palazzo Chigi. Con il trasferimento del governo e dei suoi uffici dall'11 febbraio 1944 al 16 agosto 1944 a Salerno a causa della guerra, il Ministero degli Affari esteri viene trasferito e ospitato presso il signorile Palazzo Barone di Salerno per poi tornare definitivamente a Roma, dopo la liberazione della città. In questo periodo il generale Pietro Badoglio, in qualità di capo dell'esecutivo, riorganizza i servizi con un decreto ministeriale del 15 luglio 1944.
Dal 1959 il Palazzo della Farnesina ospita il Ministero degli Affari esteri: dotato di ben 1.320 stanze, originariamente costruito per ospitare la sede del Partito Nazionale Fascista, negli anni cinquanta venne riconvertito per ospitare gli uffici del Ministero, allora dispersi in tredici sedi distaccate. L'edificio, con una facciata lunga 169 metri e alta 51 metri, vanta un volume di 720.000 m³ che lo pone, insieme alla Reggia di Caserta, tra gli edifici più grandi d'Italia.

## Funzioni
I compiti del Ministero degli Affari esteri e della Cooperazione internazionale sono disciplinati dalla legge 23 aprile 2003, n. 109, ovvero le funzioni di rappresentanza e di tutela degli interessi dell'Italia in sede internazionale, che spettano allo Stato sulla base dell'articolo 117 della Costituzione della Repubblica Italiana, relativi ai rapporti politici, economici, sociali e culturali con l'estero, di rapporti con gli altri Stati e con le organizzazioni internazionali. Il Ministero rappresenta l'Italia (attraverso i cosiddetti 'ministri plenipotenziari') per la stipulazione e la revisione dei trattati e convenzioni internazionali, per le questioni di diritto internazionale e il contenzioso.
In relazione alle istituzioni dell'Unione europea rappresenta la posizione italiana nella politica estera e di sicurezza comune, la PESC, prevista dal trattato dell'Unione europea e nei rapporti attinenti alle relazioni politiche ed economiche esterne dell'Unione europea e dell'EURATOM. Coopera con le organizzazioni internazionali per lo sviluppo, l'emigrazione e la tutela degli italiani e lavoratori all'estero. Spettano, invece, alla Presidenza del Consiglio dei ministri le funzioni di partecipazione della Repubblica Italiana all'Unione europea, nonché all'attuazione delle relative politiche.
Il Ministro degli affari esteri e della cooperazione internazionale è componente del Consiglio supremo di difesa.

## Organizzazione
Il vertice politico è rappresentato dal Ministro degli Affari esteri e della Cooperazione internazionale.
L'amministrazione del Ministero degli Affari esteri e della Cooperazione internazionale è costituita dagli uffici centrali e da quelli territoriali, riformata dal decreto del 18 febbraio 2001 e più recentemente dal D.P.R. 19 maggio 2010, n. 95 (in Gazz. Uff. 24 giugno, n. 145). Il vertice amministrativo del Ministero è il Segretario generale.

## Uffici centrali
Il dicastero è suddiviso in 9 direzioni generali:
1. Direzione generale per gli affari politici e di sicurezza;
2. Direzione generale per la promozione del Sistema Paese;
3. Direzione generale per la mondializzazione e le questioni globali;
4. Direzione generale per l'Unione europea;
5. Direzione generale per la cooperazione allo sviluppo;
6. Direzione generale per gli italiani all'estero e le politiche migratorie;
7. Direzione generale per le risorse e l'innovazione (all'interno della quale operava anche l'Istituto diplomatico);
8. Direzione generale per l'amministrazione, l'informatica e le comunicazioni;
9. Direzione Generale per la diplomazia pubblica e culturale.

Alle direzioni generali si aggiungono altri servizi:
- Gabinetto del Ministro;
- Segreteria particolare del Ministro, che include gli uffici dei Consiglieri del Ministro;
- Servizio per gli affari giuridici, del contenzioso diplomatico e dei trattati;
- Il cerimoniale diplomatico della Repubblica;
- L'Ispettorato generale.

La struttura è coordinata dalla segreteria generale, al cui vertice vi è il Segretario generale, la quale è supportata da tre unità:
- Unità di coordinamento;
- Unità di crisi;
- Unità per l’innovazione tecnologica e la sicurezza cibernetica.

## Struttura territoriale
Le strutture del Ministero sono presenti in tutti gli Stati del mondo riconosciuti dal governo italiano, organizzate in:
- Ambasciate, ossia le rappresentanze diplomatiche del governo italiano presso gli Stati esteri, sono 123;
- Consolati, ossia gli uffici consolari che curano tutte le attività dei cittadini italiani all'estero in ambito civile, come pratiche per il lavoro, visti, eredità, testamenti, patenti, previdenza, sanità, rimpatrio delle salme, gestisce l'AIRE, ecc. Sono suddivisi in:
  - Consolati generali di prima classe in n. di 9 (Francoforte sul Meno, Gerusalemme, Lugano, Monaco di Baviera, New York, San Paolo, Shangai, Toronto, Zurigo),
  - Consolati generali in n. di 60, consolati generale onorario in n. di 6,
  - Consolati di prima classe in n. di 2 (Detroit e Mendoza),
  - Consolati in n. di 20, consolati onorari in n. di 113,
  - Vice consolati in n. di 1, vice consolati onorari in n. di 165,
  - Agenzie consolari in n. di 9, agenzie consolari onorarie in n. di 96,
  - un Ufficio italiano di promozione economia e commerciale e culturale a Taipei in Taiwan, ufficio con funzioni simili a quelle di un'ambasciata e un consolato, istituito per questioni politiche in tale veste;
- le Rappresentanze permanenti presso le organizzazioni internazionali, come:
  - la Rappresentanza permanente presso il Consiglio d'Europa a Strasburgo;
  - la Rappresentanza permanente presso la NATO a Bruxelles;
  - la Rappresentanza permanente presso l'Organizzazione per la sicurezza e la cooperazione in Europa (OSCE) a Vienna;
  - la Rappresentanza permanente presso l'OCSE a Parigi;
  - la Rappresentanza permanente presso le Nazioni Unite a New York;
  - la Rappresentanza permanente presso le Nazioni Unite a Ginevra;
  - la Rappresentanza permanente presso le Nazioni Unite a Vienna;
  - la Rappresentanza permanente presso le Nazioni Unite a Roma;
  - la Rappresentanza permanente presso l'UNESCO a Parigi;
  - la Rappresentanza permanente presso l'Unione europea a Bruxelles;
- gli Istituti italiani di cultura, da cui dipendono gli istituti scolastici ed educativi all'estero, in n. di 90, presenti in 61 Paesi del mondo;

All'interno della rete diplomatico-consolare operano inoltre gli addetti scientifici e tecnologici, in numero di 25, distribuiti tra ambasciate (Germania, Gran Bretagna, Spagna, Svezia, Serbia, Russia, Stati Uniti d'America, Canada, Brasile, Argentina, Egitto, Israele, India, Cina, Corea del Sud, Giappone, Australia, Vietnam, Singapore) e rappresentanze permanenti presso le organizzazioni internazionali (ONU - Ginevra, OCSE - Parigi, UE - Bruxelles).

## Altri uffici od organi
Sono poi presenti ulteriori organismi. Essi sono:
- i Comitati degli italiani all'estero, sono organi rappresentativi della comunità italiana residente all'estero, istituiti dalla Legge n. 286/2003 e dal regolamento approvato con DPR n. 395/2003, presso le circoscrizioni consolari con almeno 3.000 connazionali residenti;
- il Consiglio generale degli italiani all'estero, istituito dalla Legge n. 368/1989, come modificata dalla legge n. 198/1998 e dal regolamento approvato con DPR n. 329/1998, è l'organo di consulenza del governo e del parlamento sui grandi temi di interesse per gli italiani all'estero.

## Accesso alla carriera diplomatica in Italia
L'accesso alla carriera diplomatica è previsto esclusivamente tramite concorso per Segretario di legazione in prova. L'età per l'accesso al concorso, salvo le previste deroghe, non deve essere superiore ai trentacinque anni. Per candidarsi è necessario il possesso di un diploma di laurea secondo il vecchio ordinamento in Giurisprudenza, Scienze politiche, Scienze internazionali e diplomatiche, Economia e commercio, oppure delle lauree magistrali afferenti alle classi Finanza (classe n. 19/S), Giurisprudenza (classe n. 22/S), Relazioni internazionali (classe n. 60/S), Scienze dell'economia (classe n. 64/S), Scienze della politica (classe n. 70/S), Scienze delle pubbliche amministrazioni (classe n. 71/S), Scienze economiche per l'ambiente e la cultura (classe n. 83/S), Scienze economico-aziendali (classe n. 84/S), Scienze per la cooperazione allo sviluppo (classe n. 88/S), Studi europei (classe n. 99/S), nonché la laurea magistrale a ciclo unico in Giurisprudenza (classe n. LMG/01) o altra equiparata a norma di legge.
Le prove d'esame, scritte e orali, sono rivolte ad accertare la cultura, le conoscenze accademiche e la preparazione linguistica, e sono precedute da una prova attitudinale. Quest'ultima è composta da un questionario a risposta multipla incentrato sulle materie oggetto di concorso (inclusa la lingua inglese) e sulle capacità psicoattitudinali.
Le cinque prove scritte verificano le conoscenze del candidato nelle seguenti materie: Storia delle relazioni internazionali a partire dal congresso di Vienna; Diritto internazionale pubblico e dell'Unione europea; Politica economica e cooperazione economica, commerciale e finanziaria multilaterale; Lingua inglese e altra lingua straniera tra francese, spagnolo, tedesco.
La prova orale accerta le conoscenze del candidato anche nelle ulteriori seguenti materie: Diritto pubblico italiano (costituzionale e amministrativo); Contabilità di Stato; Nozioni istituzionali di diritto civile e di diritto internazionale privato; Geografia politica ed economica; Informatica. Nell'ambito della prova d'esame orale, il candidato è chiamato inoltre a esprimere le proprie valutazioni su un tema dell'attualità internazionale.

## Enti vigilati
Il ministro vigila sui seguenti enti:
- l'Istituto agronomico per l'oltremare, quale ente di studio e di ricerca; (soppresso nel 2015 e incluso nell'Agenzia italiana per la cooperazione allo sviluppo.)
- l'Istituto italiano per l'Africa e l'Oriente (o IsIAO), quale ente di studio e ricerca nel campo storico-archeologico;
- la Società italiana per l'organizzazione internazionale (o SIOI), quale ente per la ricerca e l'informazione sui temi dell'organizzazione internazionale, delle relazioni internazionali ed europee.

## Elenco dei ministri
Gli elenchi comprendono i nominativi dei ministri che hanno retto il dicastero a partire dal Governo Cavour nel 1861, anno dell'unità d'Italia, a tutt'oggi.

## Riferimenti normativi
- Decreto del Presidente della Repubblica 19 maggio 2010, n. 95 - Riorganizzazione del Ministero degli affari esteri ((e della cooperazione internazionale)), a norma dell'articolo 74 del decreto-legge 25 giugno 2008, n. 112, convertito, con modificazioni, dalla legge 6 agosto 2008, n. 133.
- Decreto del Presidente della Repubblica 1 febbraio 2010, n. 54 - Regolamento recante norme in materia di autonomia gestionale e finanziaria delle rappresentanze diplomatiche e degli Uffici consolari di I categoria del Ministero degli affari esteri, a norma dell'art. 6 della legge 18 giugno 2009, n. 69.